# NGC 839
NGC 839 (również PGC 8254 lub HCG 16D) – galaktyka soczewkowata (S0), znajdująca się w gwiazdozbiorze Wieloryba. Odkrył ją William Herschel 28 listopada 1785 roku. Wraz z galaktykami NGC 833, NGC 835, NGC 838 należy do zwartej grupy galaktyk skatalogowanej pod nazwami Arp 318 w Atlasie Osobliwych Galaktyk oraz HCG 16 w katalogu Hicksona.